# Debeljak (Polovnik)
Debeljak – szczyt górski o wysokości 1628 m n.p.m. i wybitności 45 metrów, znajdujący się na terenie Alp Julijskich w Słowenii.

## Geografia
Góra położona na grzbiecie Polovnik. Znajduje się pomiędzy Gminą Bovec, a Gminą Kobarid. W pobliżu znajduje się także Krasji vrh (1773 m n.p.m.) oraz Veliki vrh (1768 m n.p.m.). Pod górą przepływają rzeki Socza oraz Slatnica i znajdują się wsie Trnovo ob Soči, Drežnica, Magozd oraz Drežniške Ravne.